# MSC De Eendracht
Multifunctioneel sportcomplex De Eendracht is een sportcomplex in de Nederlandse stad Nijmegen. Het is het trainingscomplex van voetbalclub N.E.C. en wordt ook bespeeld door Sportclub N.E.C.. Het complex ligt in het Goffertpark in de wijk Goffert.

## Functie
In 2003 werd het multifunctionele sportcomplex De Eendracht geopend. Na de grote verbouwing van het Goffertstadion, die in 2000 werd afgerond, werd aangrenzend een sportcomplex, dat voor meerdere doelen ingezet gebruikt kan worden aangelegd. Ook de Voetbal Academie N.E.C./FC Oss, stichting Tandem, en de Sint Maartenskliniek maken gebruik van het complex.
De naam is een verwijzing naar voetbalclub Eendracht, een van de twee clubs waaruit N.E.C. in 1910 voortgekomen is.
De Aftrap (ADO Den Haag) ·
De Toekomst (Ajax) ·
AFAS Trainingscomplex (AZ) ·
1908 (Feyenoord) ·
De Bezelhorst (De Graafschap) ·
Corpus den Hoorn (FC Groningen) ·
Sportpark Skoatterwâld (sc Heerenveen) ·
Erve Asito (Heracles Almelo) ·
De Gaard (NAC Breda) ·
De Eendracht (N.E.C.) ·
Stadioncomplex PEC Zwolle (PEC Zwolle) ·
PSV Campus De Herdgang (PSV) ·
Kaalheide (Roda JC) ·
FC Twente-trainingscentrum (FC Twente) ·
Sportcomplex Zoudenbalch & FC Utrecht Topsportcentrum (FC Utrecht) ·
Sportcentrum Papendal (Vitesse) ·
Sportcomplex Willem II (Willem II)